# レイ・エスコルピオン
レイ・エスコルピオン（Rey Escorpión）などのリングネームで知られるファビアン・ヌニェス・ナポレス（Fabian Nuñez Napoles、1979年1月20日 - ）は、メキシコのプロレスラー。ソノラ州グアイマス出身。

## 来歴
1999年3月20日、地元のインディー団体でプロレスラーデビューを果たす。
2008年、AAAを拠点にし、2009年にCMLLへ移籍。
2013年1月、新日本プロレス「NJPW PRESENTS CMLL FANTASTICA 2013」で来日。
2023年5月4日、プロレスリング・ノア「MAJESTIC 2023」参戦。

## 得意技
- アギホンモルタル

腕をクラッチして持ち上げてパッケージ式のパイルドライバー
- ラ・ケプラーダ

## 獲得タイトル
CMLL
- CMLL世界ライトヘビー級王座 : 1回

AAA
- AAA北部ミドル級王座 : 1回